# 시마즈 다카코
시마즈 다카코(일본어: 島津貴子, 1939년 3월 2일 ~ )는 일본의 구황족이다. 쇼와 천황과 고준 황후의 다섯번째 딸이자 일곱번째 자녀로, 옛 이름은 스가노미야 다카코 내친왕(일본어: 清宮貴子内親王 스가노미야 타카코 나이신노[*])이다. 현 천황 아키히토와 히타치노미야 마사히토 친왕의 여동생이다.

## 생애
가쿠슈인 대학 문학부 영문학과에 다니던 1960년, 고준 황후의 종형제이자 아키히토와 동문수학하고 일본수출입은행에서 일하던 시마즈 히사나가(島津久永)와 결혼해 황족에서 이탈하였고, 대학은 자퇴했다. 다마소 페레스 프라도의 팬으로, 시마즈와 결혼할 때 프라도의 악단이 "프린세스 스가"라는 노래를 선물해주기도 했다. 1963년 10월 26일에는 한 남자가 다카코를 납치하고 궁내청에 5천만 엔을 몸값으로 요구하다 붙잡혔고, 11월 21일까지 공범들이 모두 검거당했다. 1964년 4월 29일 훈1등 보관장을 받았다.

## 가족 관계
남편 시마즈 히사나가는 사쓰마번 12대 번주인 시마즈 다다요시의 손자로 사도와라 시마즈 백작가(옛 휴가 사도와라번)의 가독을 이은 시마즈 히사노리(島津久範) 백작의 차남이다. 슬하의 자식은 요시히사(禎久, 사진가)가 있다.